# James L. Conway
James L. Conway (* 27. Oktober 1950 in New York City) ist ein US-amerikanischer Regisseur, Filmproduzent und Drehbuchautor.

## Leben
Conway begann als Regisseur von Bibelverfilmungen, darunter 1976 dem dokumentarischen Familienfilm In Search Of Noah’s Ark und 1978 dem dramatischen geschichtlich aufbereiteten Familienfilm Greatest Heroes of the Bible. Dazwischen inszenierte er 1977 den fürs Fernsehen gedrehten Western Uncas, der letzte Mohikaner und drehte als Regisseur auch weitere Filme fürs Fernsehen. 1981 entstand Endstation Planet Erde (Originaltitel Earthbound) mit Burl Ives in einer Hauptrolle. Mit dem Schreiben von Novellen begann Conway 2012, sie tragen unter anderem folgende Titel Dead and Not So Buried (2012), Sexy Babe (2012) und In Cold Blonde (2013).
Bei vielen Fernsehserien führte Conway Regie, darunter 
- MacGyver
- Matt Houston
- Raumschiff Enterprise: Das nächste Jahrhundert (Star Trek: The Next Generation)
- Star Trek: Deep Space Nine
- Star Trek: Raumschiff Voyager (Star Trek: Voyager)
- Star Trek: Enterprise
- Charmed – Zauberhafte Hexen (Charmed)
- The Orville

Ab der vierten Staffel von Charmed arbeitete Conway auch als Co-Executive Producer (2. Herstellungsleiter) an der Mysteryserie.
Conway war bis zu ihrem Tod im Jahr 2022 mit der Schauspielerin Rebecca Balding verheiratet.